# Ministério da Segurança Pública (Brasil)
| Ministério da Segurança Pública                      |                                      |
| Esplanada dos Ministérios, Brasília seguranca.gov.br |                                      |
| Criação                                              | 26 de fevereiro de 2018              |
| Extinção                                             | 1º de Janeiro de 2019                |
| Atual ministro                                       | Fundido com o Ministério da Justiça. |

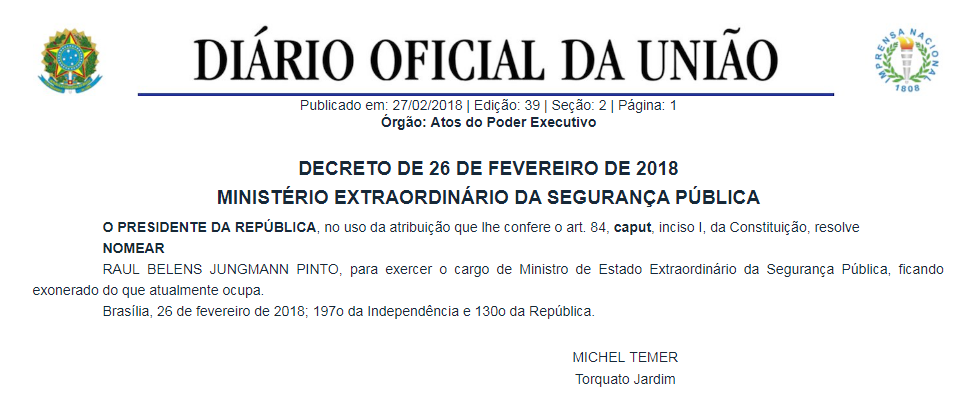
Decreto, no Diário Oficial da União, de nomeação de Raul Jungmann para o o novo ministério.

O Ministério da Segurança Pública foi criado pelo Presidente do Brasil a partir da edição da medida provisória 821, convertida na Lei 13.690, com a cisão do Ministério da Justiça e Segurança Pública, que voltou a ser chamado de Ministério da Justiça.
O ministro titular da pasta foi Raul Jungmann, nomeado por decreto de 26 de fevereiro de 2018.
Atualmente o ministério integra o Ministério da Justiça e Segurança Pública (Brasil), em razão de sua fusão com o Ministério da Justiça.

## Estrutura
O novo ministério, que tem como objetivos cuidar da segurança pública em nível nacional e promover a integração das forças policiais, foi dotado de parte da até então estrutura do Ministério da Justiça. Assim, o Departamento de Polícia Federal, o Departamento de Polícia Rodoviária Federal, dentre outros órgãos do Ministério da Justiça e Segurança Pública relacionados ao combate à criminalidade foram transferidos para o novo ministério.

## História
O ministério foi criado em 26 de fevereiro de 2018, pela Medida provisória Nº 821, publicada no Diário Oficial da União no dia 27 de fevereiro de 2018.